# Singapore Airlines Cargo
Singapore Airlines Cargo (spesso abbreviata in SIA Cargo) è l'unità operativa di Singapore Airlines (SIA) responsabile delle operazioni di trasporto aereo cargo, venne costituita il 1° luglio 2001. SIA Cargo gestisce anche le operazioni di trasporto merci negli aerei in configurazione passeggeri. Il suo hub principale si trova al quinto piano del Terminal 5 presso l'aeroporto di Singapore Changi.
SIA Cargo era in precedenza una sussidiaria di Singapore Airlines e, per quasi due decenni, ha operato come compagnia aerea cargo con una propria flotta di Boeing 747-400F. Nel maggio 2017, Singapore Airlines annunciò che SIA Cargo sarebbe stata reintegrata come divisione all'interno del gruppo SIA; tale operazione venne  completata nella prima metà del 2018, dopodiché SIA Cargo è diventata la divisione cargo della compagnia aerea.

## Storia

### Formazione ed espansione
Singapore Airlines opera nel settore cargo da oltre 50 anni. Avviò le operazioni cargo con gli Airspeed Consul nel 1947. Nel luglio 1992, Singapore Airlines creò una divisione cargo per integrare le sue attività di trasporto passeggeri. Tuttavia, solo il 1° luglio 2001 venne  costituita Singapore Airlines Cargo, che rilevò le operazioni di trasporto aereo merci di Singapore Airlines come sussidiaria separata. SIA Cargo prese in leasing l'intera flotta cargo da Singapore Airlines, oltre ad aver assunto la gestione delle stive di tutti gli aerei di linea di Singapore Airlines. Nel giro di pochi mesi, strinse un'alleanza con Lufthansa Cargo e SAS Cargo Group per formare la "WOW Alliance" il 1° ottobre 2001.

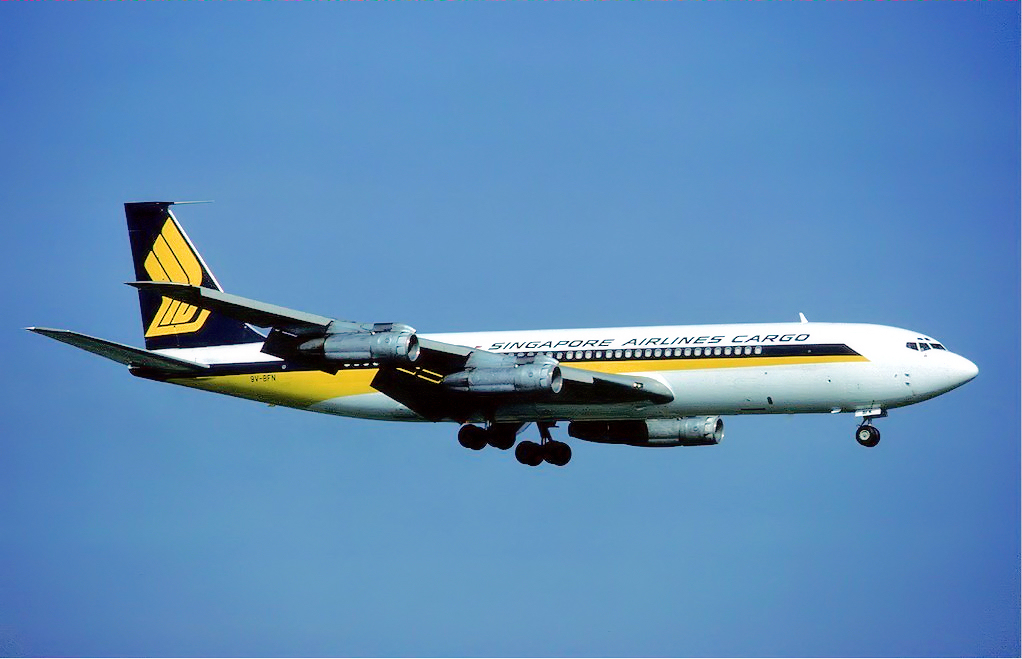
Un ex Boeing 707F di Singapore Airlines Cargo all'aeroporto di Zurigo nel 1979.

La base principale di SIA Cargo a Singapore, denominato "SIA Superhub 1", venne  inaugurato nel 1995. Questa struttura è in grado di gestire fino a 450.000 tonnellate di merci all'anno. Nel 2001 venne inaugurato il "SIA Superhub 2", che aumentò le capacità a oltre 1.200.000 tonnellate all'anno.
Nuove rotte furono introdotte negli anni successivi, quando la compagnia iniziò a trarre vantaggio dagli accordi di liberalizzazione nel campo dell'aviazione. Il 31 ottobre 2001 furono introdotte delle rotte intorno al mondo, con voli da Singapore a Hong Kong, Dallas, Chicago, Bruxelles, Sharjah e ritorno il mercoledì, e sulla rotta Singapore-Hong Kong-Dallas-Chicago-Bruxelles-Mumbai e ritorno il venerdì. Divenne la prima compagnia aerea cargo di un paese terzo a volare direttamente tra Cina e Stati Uniti il 22 maggio 2003, quando iniziarono i voli da Singapore a Xiamen, Nanchino e poi a Chicago.

### Casi di fissazione dei prezzi
Nel dicembre 2008, la "Commissione australiana per la concorrenza e i consumatori" (ACCC) accusò Singapore Airlines Cargo di aver partecipato a un cartello per la fissazione dei prezzi nel settore del trasporto aereo cargo. L'ACCC accusò Singapore Airlines Cargo di aver fissato il prezzo di un supplemento carburante e di un supplemento per la sicurezza applicati al trasporto aereo merci da e per l'Australia. Singapore Airlines Cargo fu la terza compagnia aerea a essere indagata per la fissazione dei prezzi del supplemento carburante.
Nel maggio 2010, Singapore Airlines venne multata dalla "Fair Trade Commission" della Corea del Sud per aver cospirato di\ introdurre supplementi carburante per le merci o per aver continuato ad aumentarli negli ultimi sette anni. Singapore Airlines Cargo rilasciò una dichiarazione in cui affermava di essere "molto delusa" e che avrebbe "studiato attentamente la decisione con una seria prospettiva di presentare ricorso" una volta ricevuta la motivazione completa dalla commissione.
Nel novembre 2010, la Commissione Europea impose a Singapore Airlines Cargo una multa di 74,8 milioni di euro per il suo coinvolgimento in un cartello globale che includeva anche altri dieci vettori. La Commissione rilevò che questi vettori, tra cui Singapore Airlines, Japan Airlines, Qantas, Air Canada, Air France-KLM e British Airways, avevano applicato supplementi fissi per carburante e sicurezza per oltre sei anni. Singapore Airlines Cargo dichiarò che avrebbe probabilmente presentato ricorso contro la sentenza.
Il 30 novembre 2010, Singapore Airlines Cargo si dichiarò colpevole di una multa di 48 milioni di dollari imposta dal Dipartimento di Giustizia degli Stati Uniti per il suo ruolo in una cospirazione per fissare le tariffe del trasporto merci da febbraio 2002, almeno fino al 14 febbraio 2006. La fissazione dei prezzi da parte di Singapore Airlines Cargo violava lo Sherman Antitrust Act.
Nel dicembre 2013, Singapore Airlines Cargo accettò di scendere a compromessi sulla questione della fissazione dei prezzi negli Stati Uniti, senza ammettere alcun illecito o responsabilità. Numerose compagnie aeree, tra cui SIA Cargo, furono oggetto di azioni collettive intraprese contro di loro nel 2006 a seguito di indagini condotte da varie autorità garanti della concorrenza sulla fissazione dei prezzi nei servizi di trasporto aereo. SIA Cargo decise di accettare una risoluzione amichevole per risolvere l'azione collettiva con il pagamento di 62,8 milioni di dollari.

### Storia recente
Il 12 gennaio 2017, Singapore Airlines Cargo fu la prima compagnia aerea nell'Asia Pacifica a ricevere la certificazione IATA CEIV Pharma, un accreditamento per la gestione dei prodotti farmaceutici riconosciuto a livello mondiale.
Nel maggio 2017, la società madre Singapore Airlines annunciò che avrebbe sciolto Singapore Airlines Cargo come società separata entro la metà del 2018, con le operazioni di trasporto merci che sarebbero state reintegrate come un'unità operativa all'interno di Singapore Airlines.
Sempre nel 2017, Singapore Airlines Cargo rinnovò la sua partnership con Rolls-Royce per il trasporto di motori aeronautici Trent 1000 dall'unità di assemblaggio e collaudo a Singapore agli stabilimenti di produzione del Boeing 787 negli Stati Uniti. SIA Cargo fornì inoltre servizi charter per il trasporto di attrezzature da corsa all'avanguardia per diversi eventi sportivi globali e per il trasporto di attrezzature da concerto per diversi artisti di alto profilo.

## Destinazioni
Al 31 marzo 2018, Singapore Airlines Cargo offriva servizi dedicati di trasporto merci con Boeing 747-400F verso 19 città in 13 paesi e territori, tra cui Singapore.
Gli aerei cargo vennero trasferiti a Singapore Airlines nell'ambito della reintegrazione; Singapore Airlines Cargo ora gestisce le stive di questi e di tutti gli aerei passeggeri di Singapore Airlines. La compagnia offre servizi di trasporto merci verso tutte le destinazioni della rete di Singapore Airlines.

### Accordi di codeshare
Singapore Airlines Cargo intratteneva accordi di codeshare con le seguenti compagnie:
- Nippon Cargo Airlines[17]

## Flotta

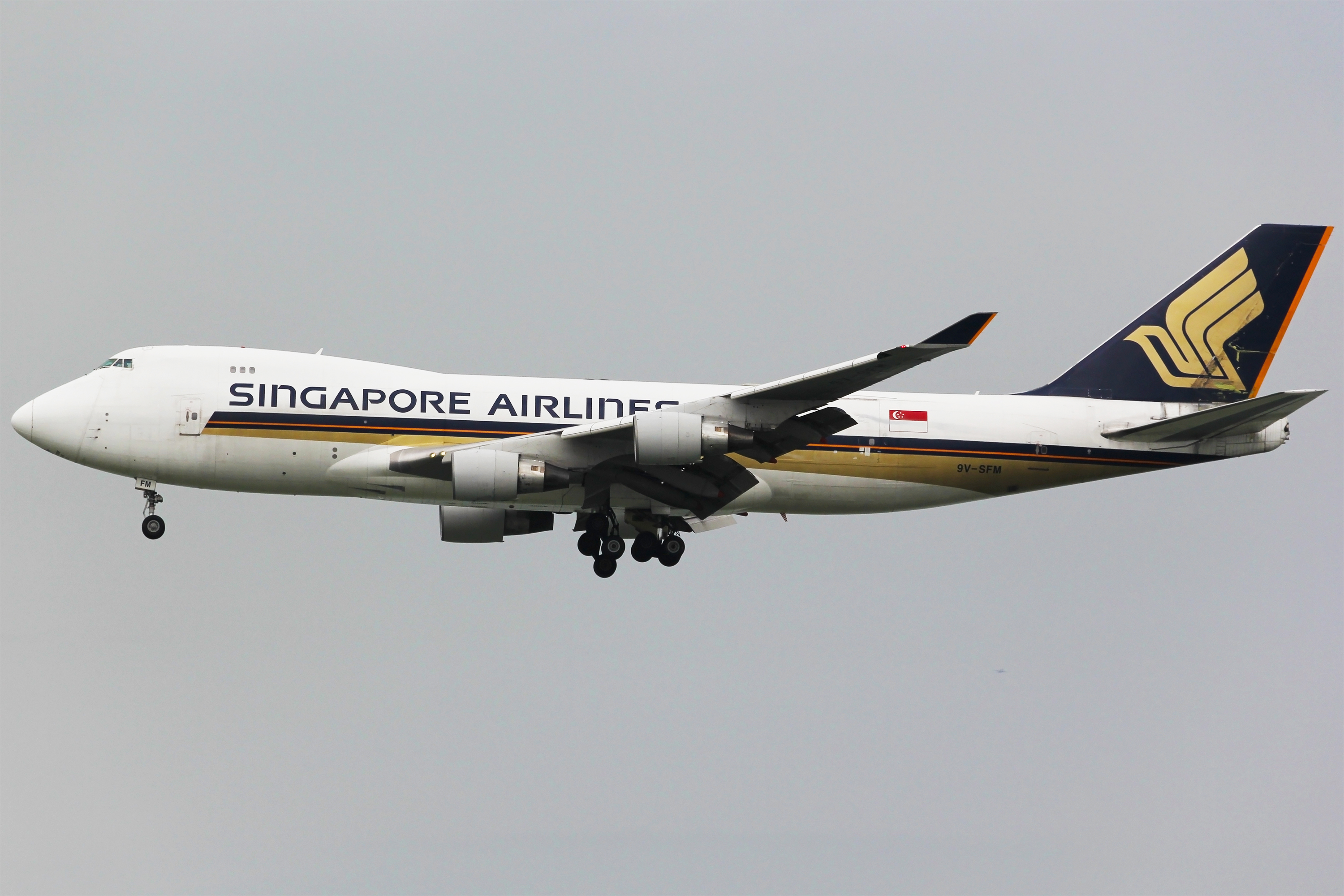
Un Boeing 747-400F di Singapore Airlines Cargo.

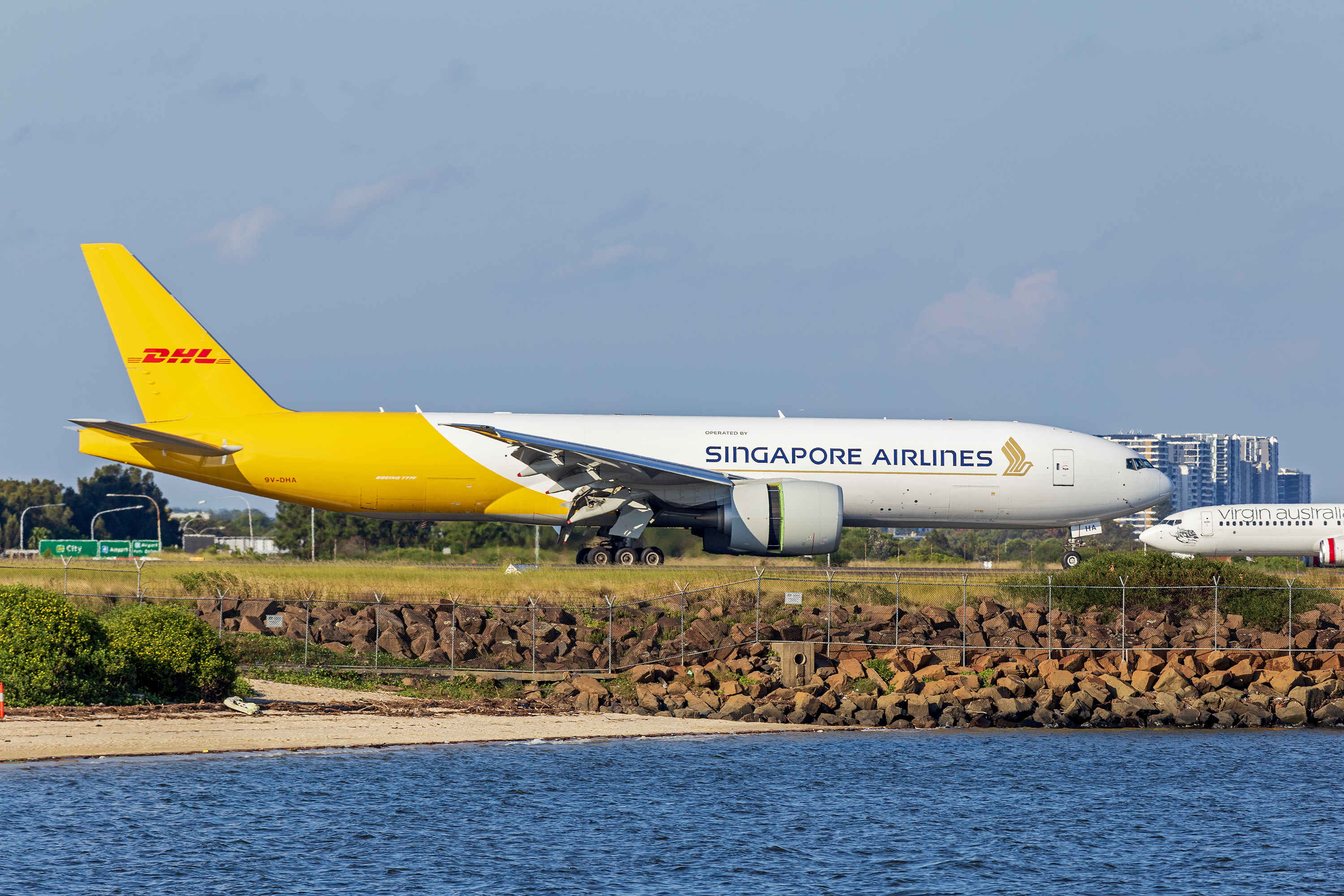
Un Boeing 777F di Singapore Airlines Cargo operato da DHL Aviation.

Ad agosto 2025, la flotta Singapore Airlines Cargo è composta dai seguenti aeromobili:
| Aereo           | In servizio | Ordini | Note                               |
| --------------- | ----------- | ------ | ---------------------------------- |
| Airbus A350F    | —           | 7      | Consegne a partire dal 2026        |
| Boeing 747-400F | 7           | —      |                                    |
| Boeing 777F     | 5           |        | Operati per conto di DHL Aviation. |
| Totale          | 12          | 7      |                                    |

### Sviluppo della flotta
Quando venne costituita nel 2001, tutti i nove aerei cargo Boeing 747-400F di Singapore Airlines furono trasferiti alla nuova startup cargo e da allora in poi tutti i nuovi acquisti di aerei cargo dovevano essere effettuati dai libri contabili della nuova azienda.
A causa della grande recessione degli ultimi anni 2000, si è verificò un calo della domanda globale di merci. Di conseguenza, SIA Cargo immagazzinò alcuni dei suoi aerei da gennaio 2009 a febbraio 2015 per ridurre la capacità. SIA Cargo eliminò gradualmente anche i suoi Boeing 747-400BCF ex aerei di linea convertiti in aerei cargo.